# Посильний (фільм, 1927)
Посильний (англ. Buttons) — американська драма режисера Джорджа У. Хілла 1927 року.

## У ролях
- Джекі Куган — посильний
- Ларс Хансон — капітан Треверс
- Гертруда Олмстед — Рут Страттон
- Пол Херст — бейсболіст МакГлю
- Рой Д'Арсі — Анрі Різард
- Поллі Моран — Поллі
- Джек МакДональд
- Кой Вотсон — Брут